# Alexandre Bretillon
Alexandre Albert Roger Bretillon (23 septembre 1895 à Eurville, en Haute-Marne - 18 novembre 1978 à Latrecey) est un as de l'aviation français de la Première Guerre mondiale, au cours de laquelle il remporte neuf victoires aériennes homologuées.

## Première Guerre mondiale
Bretillon rejoint l'armée le 19 décembre 1914, où, dans un premier temps, il est assigné à l'infanterie au 39e régiment d'infanterie. Le 18 avril 1915, il est transféré au 18e régiment d'artillerie. Le 13 mars 1916, il est détaché dans l'aviation et commence une formation de pilote. Le 25 juin 1916, il reçoit le brevet de pilote militaire no 1122. En aout, il est promu au grade de brigadier. Le 1er décembre, il est affecté à l'Escadrille 79.
Le 17 mars 1917, Bretillon remporte sa première victoire aérienne, en abattant un Albatros allemand. En mai, il est promu au grade de maréchal-des-logis.
Le 15 février 1918, il est blessé au combat au-dessus de La Fère. Au 24 mars, il est guéri, et remporte sa deuxième victoire. Le jour même, il reçoit la Médaille militaire. Cinq jours plus tard, il est promu au grade d'adjudant. Entre le 24 mars et le 21 octobre, il remporte six nouveaux succès ; ce jour-là, il partage sa neuvième et dernière victoire avec les as Jean Bouyer, Paul Hamot (en), et Maurice Arnoux.

## Après la Première Guerre mondiale
Le 14 janvier 1919, Bretillon reçoit la Légion d'honneur et la Croix de guerre avec sept palmes, en plus de sa Médaille militaire. Il sera cité cinq fois à l'ordre de l'armée britannique. Alexandre Bretillon meurt le 18 novembre 1978.
Il est inhumé au cimetière de Latrecey dans la commune de Latrecay-Ormoy-sur-Aube.

## Ouvrages
- (en) Norman L. R. Franks et Frank W. Bailey, Over the front : a complete record of the fighter aces and units of the United States and French Air Services, 1914-1918, London, Grub Street, 1992, 228 p. (ISBN 978-0-948-81754-0 et 0-948-81754-2, lire en ligne).